# 中音單簧管
中音單簧管（Alto Clarinet）單簧管的變種樂器，介於單簧管及低音單簧管之間的中音樂器。發明初期曾出現不同的調式，現時大都統一為E♭調。

## 發明背景
現任職於洛杉機公共圖書館，同時亦是樂器鑑定家艾伯特·賴斯（Albert Rice）指出最早有文獻記載中音單簧管的，可追溯至1740年。其調性為G調，喇叭口呈散開狀。但卻未有留下任何實物。
德國人艾雲·穆勒（Iwan Müller）和葛蘭索（Heinrich Grenser）被認為是首先發明中音單簧管的人物。他們既是首批專注單簧管的製作者，兩人又一同工作，且一生都致力改造及創造樂器。葛蘭索於1793年發明低音單簧管。1809年，穆勒首先研發出有16孔的F調中音單簧管；在美國有資料顯示亦有另一批人獨立研發中音單簧管。現時收藏在大都會藝術博物館內展有一件1820年代製成的樂器，外貌似巴松管但使用單簧管的指法，而調性是E♭調。

## 外形和構造
由於中音單簧管和一般單簧管相同，所以最初期都以非洲黑木所製成，現代則多改用塑料樹脂作為材料。管身粗而直，上下的直徑相同，而直徑則比普通單簧管為粗，比低音單簧管稍細。中音單簧管秉承了巴塞管和低音單簧管的外形，為方便樂手吹奏，吹管部份改由金屬管銜接，並配合吹嘴位置彎曲。而喇叭口亦改成如薩克管般的向外兜出。演奏時會配帶肩帶並將樂器固定在金屬扣上。吹嘴部份尺寸比低音單簧管小，並和中音薩克管相約。

### 和薩克管的分別
中音單簧管和中音薩克管擁有相近的外形、相同的調性和相似的按鍵，要不是顏色上的明顯分別，一般人都較難分辨得出。兩者的差異主要有以下三點：
- 中音單簧管的音域較寬闊
- 中音單簧管的音色較為圓潤和集中，薩克管則因有銅管共鳴的特性，音色相對會較為分散，沉實豐厚
- 中音單簧管管身較長且為圓柱形；薩克管管身較粗且為錐形擴張

### 和巴塞管的分別
由於顏色相近，中音單簧管和巴塞管的分別更難看出，但亦可從以下幾點分辨：
- 巴塞管的音域比中音單簧管為闊，可以吹出比中音單簧管更低的音
- 巴塞管定調為F，因此相同指法，音高亦比中音單簧管高1個小二度
- 巴塞管的管身比中音單簧管為細
- 巴塞管和低音單簧管在底部均裝有支撐桿，但中音單簧管則沒有

## 演奏技巧

### 指法
現時中音單簧管已統一使用貝姆指法，按鍵位置和單簧管基本上是相同。但比單簧管多一個鍵，可以再吹低1個小二度。由於同是屬E♭調，因此中音單簧管的指法和發音都與高音單簧管相同，只是兩者相距1個八度。

### 記譜法
中音單簧管是移調樂器，沿用單簧管的記譜法，使用高音譜號，但實際音高比記譜低1個大六度。

### 音域
一般都能演奏3個八度以上的音域，最低記譜音為E♭3，實際音高為G♭2，最合適的最高記譜音則為G6，相對實際音為B♭5

### 音色
單簧管家族的最大特色是它的低音部份相對較為豐厚而帶有感情，這點中音單簧管亦能秉承這個特點。由於管身較粗，它的音色相對比單簧管為稍弱，因此要借助較大傘形的喇叭口將聲音放大和傳送。

## 運用
中音單簧管是現代日式管樂團中的常規樂器之一，並在較大型編制的管樂團中可有1至2名樂手擔任。然而在管絃樂團中卻鮮有席位，個別的作曲家亦頂多用上薩克管來填補其位置。主要原因在於中音單簧管的全音域幾乎與其他單簧管類樂器重疊。它的中音區和高音區，普通單簧管已能勝任，低音區域已有低音單簧管作支撐。因此，中音單簧管很難有突出的音域可以讓樂器發揮。
要作為管絃樂團的一件樂器，除了能夠和整體融合外，獨奏時亦需要表現出樂器的獨特性。這一點，中音單簧管明顯地被其他樂器比下去了。它既不像英國管，能發出比雙簧管半閉塞的音色；也不像短笛能比長笛更尖銳的聲音，在樂隊中突出；更沒有低音巴松管擁有巴松管無法吹奏的音域，而薩克管有英國管那種半閉塞又略帶散開的音色，基於種種先天性的不足，都令到中音單簧管甚難在管絃樂團中立足。
法國作曲家白遼士形容中音單簧管：「它雖然有獨特的音色，但遺憾地它並不能在樂團中擔當具建設性的作用」。